# 老子の真珠
老子の真珠（ろうしのしんじゅ）またはアラーの真珠は世界最大の真珠として知られる。直径は24センチメートル、重さは6.4キログラム。真珠と名付けられているが、実際には真珠層を持たないオオシャコガイが作ったもので、クラム真珠（真珠様物質）の一種である。材質的には磁器に近い。オオシャコガイは体が大きいため、大きな真珠様物質を作ることができる。

## 歴史
この真珠の最初の所有者であるアメリカ人ウィルバーン・カブ（Wilburn Cobb）は1939年、雑誌『Natural History』で「アラーの真珠」（The Pearl of Allah）として紹介した。それによれば、カブは1934年にこの真珠の存在を知り、持ち主であるフィリピンの族長から買おうとしたが、その時は失敗した。1936年、族長の息子をマラリアから救い、その謝礼として真珠を与えられたと説明している。この真珠は同1939年、アメリカの珍品博物館『Ripley's Believe It or Not!（リプリーの信じる？信じない？）』で350万ドルの価値があるとして公開されている。
その後30年間、カブはこの真珠を公開しなかった。1969年2月、カブはメンサの年報でこの真珠を「老子の真珠」として紹介した。この時の説明によれば、リプリー博物館でこの真珠を展示中、リーを名乗る中国人が現れ、カブにこう語ったと言う。「これは2500年前、老子が死の直前、弟子に命じて仏陀、孔子、自分自身を彫刻した翡翠の核を貝に埋め込み、それを弟子が4年後に取り出してさらに大きな貝に移してできたものである。この真珠は1750年に戦禍を避けて安全な場所に輸送していた際、嵐にあって失われた。ここで展示されている真珠がこれに違いないから、350万ドルで譲ってくれ。」しかし、カブはこれを断り、リーとは2度と会うことが無かった。
カブが1980年に死去した際、この真珠はピーター・ホフマン（Peter Hoffman）とビクター・バービシュ（Victor Barbish）に少なくとも20万ドルで譲られている。ビクター・バービシュはジョセフ・ボニセリ（Joseph Bonicelli）から借金をしており、1990年、これに関係した裁判が行われている。この際、この真珠の所有権がホフマン、バービシュ、ボニセリに対等にあると裁判所は結論した。
この真珠は現在は一般には公開されていない。

## 価値
老子の真珠は、最初の持ち主であるカブは「老子が作らせた」と説明しているが、一般には真珠の人工生産ははるか後世に始まったとされており、信じがたい。ただし、1990年の裁判では、この真珠の価値の算出において、この伝説も考慮されている。
この真珠の価値について、1982年、コロラドスプリングスの宝石商ミヒャエル・スティーンロッドが6千万ドル、サンフランシスコのSan Francisco Gem Labのリー・スパロウが4千2百万ドルであると算出している。スティーンロッドは2007年には9千3百万ドルとしている。
なお、真珠様物質について、米国宝石学会（GIA）や国際貴金属宝飾品連盟（CIBJO）は、これを単に「真珠」、場合によっては「非真珠層の真珠」として扱っている。連邦取引委員会も、軟体動物が作り出した真珠様物質は一律「真珠」として扱うことが多い。